# Ototrema schildti
Ototrema schildti är en plattmaskart. Ototrema schildti ingår i släktet Ototrema och familjen Lecithodendriidae. Inga underarter finns listade i Catalogue of Life.